# Імплементаційний регламент Ради № 282/2011
Імплементаці́йний регла́мент Ра́ди (ЄС) № 282/2011 був прийнятий Радою Європейського Союзу 15 березня 2011 року. Це було пов'язано з тим, що умови та формулювання Директиви 2006/112/ЄС (далі «Директива про ПДВ») у деяких випадках були неконкретними. Регламент передбачав нові заходи з імплементації Директиви про ПДВ. Зокрема, у зв'язку зі зміною самої Директиви про ПДВ та послідовною судовою практикою Суду Справедливости, попередній Імплементаційний регламент (ЄС) № 1777/2005 довелося переробити та уточнити певні аспекти. Цей імплементаційний регламент набув чинности 1 липня 2011 року та не потребує перенесення в національне законодавство окремих держав-членів Європейського Союзу (на відміну від директиви), а тому має пряме застосування.

## Пов’язані та попередні заходи

### Директиви

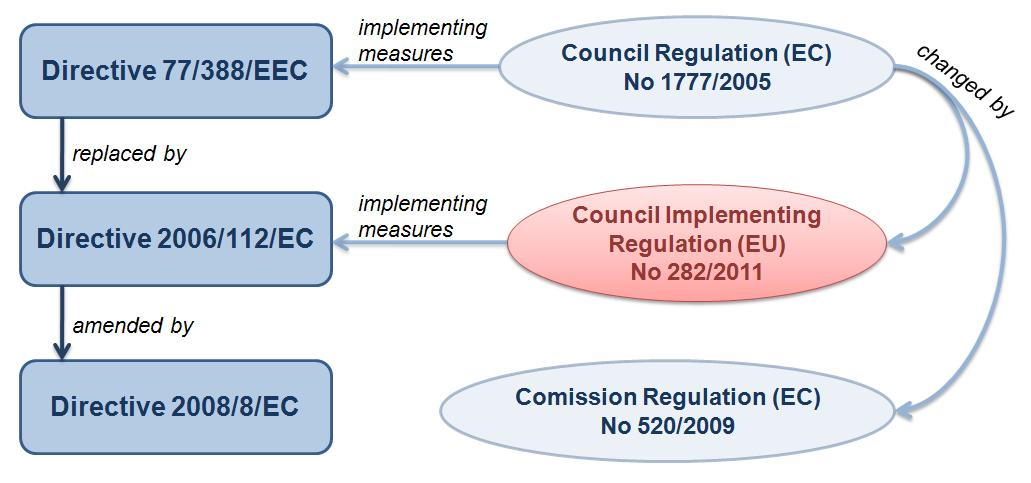
Контекст: імплементаційний регламент Ради № 282/2011.

Директива є обов'язковим актом загального застосування як правовий інструмент європейських інституцій, адресований державам-членам для реалізації їхньої політики. Щоб застосувати пряму силу до національного законодавства, директива має бути транспонована державами-членами.
- Директива Ради 77/388/ЄЕС від 17 травня 1977 р.

Спрямована на гармонізацію законів держав-членів, що стосуються податків з обороту, і створює спільну систему податку на додану вартість як єдину основу оцінки.
- Директива Ради 2006/112/ЄС від 28 листопада 2006 р.

Спрямована на гармонізацію законів держав-членів, що стосуються податків з обороту, і створює спільну систему податку на додану вартість як єдину основу оцінки. Ця Директива замінює Директиву 77/388/ЄЕС.
- Директива Ради 2008/8/ЄС від 12 лютого 2008 р.

Вносить зміни до Директиви 2006/112/ЄС щодо місця надання послуг.

### Регламенти
Регламенти є нормативними актами, визначеними статтею 288 ДФЕС. Вони мають загальне застосування та безпосередньо застосовуються в усіх державах-членах без обов'язкової імплементації в національне законодавство.
- Регламент Ради (ЄС) № 1777/2005 від 17 жовтня 2005 р.

Встановлює імплементаційні заходи для Директиви 77/388/ЄЕС про спільну систему податку на додану вартість. Внесено зміни Імплементаційною Директивою (ЄС) № 282/2011.
- Регламент Комісії (ЄС) № 520/2009 від 17 червня 2009 р.

Прийнято щодо видачі ліцензій на імпорт для заявок, поданих протягом перших семи днів червня 2009 року відповідно до тарифної квоти, відкритої Регламентом (ЄС) № 1399/2007 для ковбас та певних м’ясних продуктів походженням зі Швейцарії, що охоплює зміни місця постачання та обслуговування.
- Імплементаційний регламент Ради (ЄС) № 282/2011 від 15 березня 2011 р.

Встановлює імплементаційні заходи для Директиви 2006/112/ЄС про загальну систему податку на додану вартість і є переробленим Регламентом (ЄС) № 1777/2005.

## Правова база
Законодавча основа Імплементаційних регламентів викладена в статтях 164 і 178 ДФЄС стосовно Імплементаційних регламентів Європейського соціального фонду та Європейських фондів регіонального розвитку. Чинність підзаконних актів як нормативно-правових актів залежить від «базового положення». Останні встановлюють основні правила, тоді як нормативні акти встановлюють технічні положення.
Структура Регламенту (ЄС) № 282/2011 відповідає структурі Директиви про ПДВ і стосується майже всіх сфер:
1. Концерти (№ 1-46)
2. Розділи (Ch. I-XII)
| Розділ I Предмет (ст. 1)                                        | Розділ VII Ставки (ст. 43)                        |
| Розділ II Сфера застосування (ст. 2–4)                          | Розділ VIII Винятки (ст. 44–51)                   |
| Розділ III Платники податку (ст. 5)                             | Розділ IX Відрахування (ст. 52)                   |
| Розділ IV. Оподатковувані операції (ст. 6–9)                    | Розділ X Обов'язки платників податків (ст. 53–55) |
| Розділ V. Місце здійснення оподатковуваних операцій (ст. 10–41) | Розділ XI Спеціальні схеми (ст. 56–63)            |
| Розділ VI Сума оподаткування (ст. 42)                           | Розділ XII Прикінцеві положення (ст. 64–65)       |

3. Додаток (Додаток I-IV)

## Мета і предмет
Як зазначено в пункті 1 Регламенту, до Регламенту Ради (ЄС) № 1777/2005 від 17 жовтня 2005 року, що встановлює заходи з імплементації Директиви 77/388/ЄЕС про спільну систему податку на додану вартість, необхідно внести низку суттєвих змін. Бажано, щоб з міркувань ясности та раціоналізації ці положення були викладені в новій редакції. Однією з основних причин необхідности внесення змін до пункту 3 Регламенту є перенесення змін, що виникли внаслідок прийняття Директиви Ради 2008/8/ЄС від 12 лютого 2008 року про внесення змін до Директиви 2006/112/ЄС щодо місця постачання послуг. Крім того, прийняття Регламенту Комісії (ЄС) № 520/2009, що охоплює зміни щодо місця постачання та надання послуг, вимагає внесення зазначених змін. Метою є забезпечення однакового застосування чинної системи ПДВ шляхом встановлення правил імплементації Директиви 2006/112/ЄС, зокрема, щодо осіб, які підлягають оподаткуванню, постачання товарів і послуг та місця здійснення оподатковуваних операцій (див. пункт 4 Регламенту).

## Сфера застосування
Відповідно до підпункту 4 статті 5 Договору про Європейський Союз цей Регламент не виходить за межі того, що необхідно для досягнення вищезазначеної мети (принцип пропорційности; див. пункт 4 Рег.). Посилаючись на декларативну частину № 5 Регламенту, ці імплементаційні положення містять спеціальні правила у відповідь на вибіркові питання застосування та призначені для забезпечення однакового підходу в усьому Союзі лише до цих конкретних обставин. Таким чином, вони не є вирішальними для інших випадків і, з огляду на їх формулювання, повинні застосовуватися обмежувально.

## Основні напрями та найважливіші зміни

### Визначення сфери послуг ресторанного господарства та громадського харчування
Ст. 6 Регламенту містить, що ресторанними послугами та послугами громадського харчування вважаються послуги, що складаються з постачання готової або неготової їжі чи напоїв для споживання людиною, що супроводжується достатніми допоміжними послугами, що дозволяють їх негайне споживання. Якщо такі супутні допоміжні послуги не надаються, постачання не вважається постачанням послуг у формі ресторанних послуг та послуг громадського харчування (пор. Європейський суд C-497/09 "C-Bog", C-499/09 «CinemaxX», C-501/09 «Lohmeyer», C 502/09 «Fleischerei Nier») .  Використовуючи приклад, який означає, що подача банки газованої води через диспенсер для напоїв не є ресторанною та кейтеринговою послугою в розумінні ст. 6 Регламенту.

### Поняття місця діяльности та постійного представництва
На особливу увагу заслуговує визначення «місця, де засновано бізнес платника податків», яке зазначено як «місце, де здійснюються функції центрального управління бізнесом» (пор. ст. 10 Регламенту). Це пояснює, що фокус не повинен бути зосереджений на повсякденних операціях. Для визначення місця ведення бізнесу необхідно враховувати місце, де:
- приймаються важливі рішення щодо загального керівництва бізнесом
- зареєстрований офіс компанії розташований і
- де керівництво зустрічається.

Якщо ці критерії не дозволяють точно визначити місце заснування підприємства, місце, де приймаються важливі рішення щодо загального управління підприємством, має пріоритет (див. ст. 10, № 2, Регламенту). Наявність простої поштової адреси не може вважатися місцем відкриття бізнесу платника податків (пор. ст. 10 № 3 Регламенту).
Термін «постійне представництво» характеризується в ст. 11 Регламенту як «достатній ступінь постійности». 11 Регламенту «достатнім ступенем постійности та відповідною структурою», що стосується «людських і технічних ресурсів, які дозволяють йому надавати послуги, які він постачає». Таким чином, не вимагається, щоб філія надавала послуги самостійно. Вона просто повинна мати можливість отримувати та використовувати їх. Навіть якщо послуги надаються лише для головного офісу, умови виконуються. Проте, якщо ресурси постійного представництва використовуються лише для адміністративної підтримки, вони не вважатимуться такими, що використовуються для постачання товарів чи послуг. Наявність ПДВ-номера не дорівнює наявності постійного представництва (див. ст. 11 ч. 3 Регламенту).
Ці положення є важливими для цілей визначення місця постачання в рамках операції «бізнес-бізнес» відповідно до ст. 44 Директиви про ПДВ.

### Поняття статусу, дієздатности та місцезнаходження замовника
Правильне застосування правил, що базуються на місці надання послуг, в основному залежить від статусу замовника як платника податків або неплатника податків, а також від якости, у якій він діє.

#### Встановлений замовник ЄС
Як зазначено в ст. 18 ч. 1а Регламенту, замовник може вважатися особою, що підлягає оподаткуванню, якщо він або вона повідомили свій ідентифікаційний номер платника ПДВ, а постачальник отримав підтвердження дійсности цього ідентифікаційного номера. Дійсність номера можна перевірити на вебсайті Європейської комісії. Якщо замовник ще не отримав номер платника ПДВ (ст. 18 ч. 1b Регламенту), постачальник повинен отримати будь-який інший доказ того, що замовник є особою, яка підлягає оподаткуванню; і постачальник проводить перевірку достовірности інформації на достатньому рівні. Відповідно до ст. 18 ч. 2 Регламенту замовник є неоподатковуваною особою, якщо не надано ідентифікаційний номер.

#### Замовник зареєстрований за межами ЄС
Відповідно до ст. 18 Nr. 3а Положення замовник може бути визнаний платником податку, якщо він надасть постачальнику довідку, видану компетентними податковими органами, про те, що замовник займається господарською діяльністю, для отримання відшкодування ПДВ. Якщо такого документа немає, замовник повинен надати постачальнику:
- номер платника ПДВ або аналогічний номер; або
- будь-які інші докази того, що замовник є платником податків, а також
- постачальник здійснює розумний рівень перевірки точности інформації, наданої замовником (пор. ст. 18, № 3b Рег.)

Удосконалення цих положень для постачальників має на меті зменшити ризик ПДВ та посилити випадки, коли постачальник діє добросовісно.

#### Статус замовника
З метою визначення місця поставки відповідно до ст. 44 (Операції між підприємствами) та ст. 45 (Операції між підприємствами) Директиви про ПДВ, ст. 19 Регламенту роз'яснює, що особи, які підлягають оподаткуванню або юридичні особи, які вважаються особами, що підлягають оподаткуванню, які отримують послуги виключно для приватного використання, зокрема, їхнім персоналом, вважаються особами, що не підлягають оподаткуванню.

### Визначення поняття допуску на культурні заходи
Статті 32 та 33 Регламенту визначають право на допуск у розумінні статті 53 Директиви про ПДВ на культурні та подібні заходи та послуги. Регламент розрізняє послуги щодо доступу до заходів (пор. ст. 32 Регламенту) та допоміжні послуги (пор. ст. 33 Регламенту). Стаття 32 Регламенту застосовується до зазначених у ньому послуг, за винятком використання таких об’єктів, як гімнастичні зали тощо, в обмін на оплату збору (пор. ст. 32 № 3 Рег.). Стаття 33 Регламенту включає послуги, які безпосередньо пов’язані з допуском на заходи, і включає, зокрема, використання санітарних приміщень, але не включає просто посередницькі послуги, пов’язані з продажем квитків.

## Переваги та недоліки
- Регламент надає більше ясности щодо спеціальних концепцій Директиви про ПДВ, що було необхідно для єдиного застосування в межах Європейського Союзу.
- Імплементаційний регламент є ознакою неакуратности законодавця при розробці Директиви про ПДВ. Виявлені недоліки передбачено виправити цим Положенням.
- Крім того, Імплементаційний регламент – будучи рівноправним нормативним актом порівняно з Директивою про ПДВ – не призведе до кращої прозорости чи огляду. У більшості випадків було б розумніше трансформувати саму Директиву щодо ПДВ щодо необхідних змін.